# Fiumedinisi
Fiumedinisi – miejscowość i gmina we Włoszech, w regionie Sycylia, w prowincji Mesyna.
Według danych na rok 2004 gminę zamieszkiwało 1676 osób, 47,9 os./km².